# Serenade số 6 (Mozart)
Serenade số 6 cho dàn nhạc giao hưởng, cung Rê trưởng, K. 239, hay còn được biết đến với cái tên Serenate Notturna, là bản serenade của nhà soạn nhạc người Áo Wolfgang Amadeus Mozart. Tác phẩm được viết tại Salzburg vào năm 1776. Cha của Mozart, ông Leopold Mozart, đã viết tiêu đề và 1 ngày của tháng 1 năm 1776 trên bản thảo nguyên bản. Đây là một trong những tác phẩm hay nhất, tinh túy nhất và đặc trưng cho phong cách của Mozart.